# 장량잉
장량잉(중국어 간체자: 张靓颖, 정체자: 張靚穎, 병음: Zhāng Liàngyǐng, 한자음: 장정영, 영어: Jane Zhang ; 1984년 10월 11일 ~ )은 중국의 팝 가수이다. 영어 이름은 제인 장(Jane Zhang). 그녀는 2005 시즌 Super Girl 콘테스트에서 우승한 이후로 중화인민공화국 최고의 여가수로 등극한다. 콘테스트가 진행될 동안 영어, 스페인어, 광둥어 이외에 관화로 노래를 불렀다. 그녀는 특히 음역대가 높아 Whistle register를 구사하며, 중국의 머라이어 캐리라고도 불린다.
장량잉의 데뷔 앨범은 The One으로 크레이그 윌리엄스가 프로듀서로 참여하였다. 그녀의 다음 앨범으로는 Update로 C-Pop을 기반으로 알앤비, 재즈등 많은 장르를 시도했었다. Update 발매 후, 베이징에서 열린 국제 평화를 기원하는 국제평화콘서트에 출연 하기도 했다. 그외 출연한 아티스트로는 마돈나, 그린 데이, 핑크 플로이드, U2가 있었다.

## 바이오그래피

### 1984-2005: 젊은 시절과 Super Girl 콘테스트
장량잉은 1984년 쓰촨성의 대도시 청두에서 태어났다. 아버지는 청두에 위치한 운송 회사 직원이였으며, 어머니는 점원이였다. 장량잉이 15세 때 그녀의 아버지가 사망하였으며, 그녀는 집안의 생계를 위해 삼촌이 운영하는 뮤직 하우스 바에서 노래를 부르기 시작하였다. 그 후 2005년 Super Girl 콘테스트에 출연하여 3위를 차지하였으며, 그것을 계기로 화이브라더스와 계약하게 된다.

### 2006-2009: 화이브라더스 소속 시절
장량잉이 화이브라더스와 계약을 맺은 후 2006년 1월 첫 번째 EP 앨범인 Jane, Love를 발매한다. 이 앨범은 중국에서 210,000장 이상 판매된다. 2006년 9월 영화 야연의 OST 중 하나인 "Only for Love"를 불렀다. 이 곡은 피아니스트 랑랑이 함께 참여했으며, 홍콩 영화 금상장에서 최고의 영화 삽입곡 상을 받았다. 2006년 10월 그녀의 첫 번째 정규 앨범인 The One을 발매하였다. 이 앨범은 Craig Williams와 Reid Hyams가 프로듀싱을 맡았다.

### 2009-2014: Show City Times 설립 및 유니버설 뮤직 그룹과의 계약
2009년 장량잉은 매니지먼트 회사 Show City Times를 설립하였으며 유니버설 뮤직 그룹과 음반 계약을 맺었다.
2010년 2월에는 네 번째 정규 앨범인 Believe in Jane을 발매하였다. 2010년 5월, 그녀는 케이난, 장학우와 함께 2010년 FIFA 월드컵의 테마 곡 Wavin' Flag의 중국어판을 녹음했다. 2010년 8월, 그녀의 첫 번째 콘서트 투어인 Believe in Jane Tour에서 상하이시, 베이징시, 톈진시, 청두시를 방문했다. 2010년 10월, 그녀는 대한민국 서울에서 열린 아시아송 페스티벌에 참가했다. 2011년 6월에는 다섯 번째 정규 앨범인 'Reform'을 발매했다.

### 2014-현재: Show City Times 유지 및 소니 뮤직 엔터테인먼트와의 계약
2014년 7월 장량잉은 소니 뮤직 엔터테인먼트와 음반 계약을 맺고, 여섯 번째 정규 앨범인 The Seventh Sense를 발매했다. 2015년 1월 중국의 텔레비전 프로그램인 '나는 가수다'의 세 번째 시즌에 참가했다. 2016년 10월에는 싱글 앨범 Dust My Shoulders Off를 발매하였다.
2017년 11월 장량잉은 중국 샹하이에서 열리는 빅토리아 시크릿 패션 쇼에 참가했다.

## 혼인
2015년 7월 4일 장량잉은 콘서트에서 Show City Times의 CEO인 Feng Ke (Michael)와 12년간 사귀어왔음을 밝혔다. 2016년 10월 8일에는 혼인 계획을 발표했으며, 2016년 11월 9일 이탈리아에서 혼인식을 치루었다.

## 음반 목록
정규 앨범
- 2006: The One
- 2007: Update
- 2009: Jane@Music
- 2010: Believe in Jane[17]
- 2011: Reform
- 2014: The Seventh Sense

EP 앨범
- 2006: Jane.Love EP
- 2007: Dear Jane EP
- 2013: Grateful EP

컴필레이션 앨범
- 2016 Starring Jane

라이브 앨범
- 2012: Listen to Jane Z Live